# Archembiidae
Archembiidae (лат.) — семейство насекомых из отряда эмбий.

## Описание
Archembiidae в узком старом составе (Miller, 2012) характеризуются расширенной анальной областью крыльев, MA раздвоена, базальный левый церкомер с выступающим медиальным отростком, который шиповат, 10LP большой и заметный, передний край наличника равномерно изогнут (без выступов), и либо медиальная створка (MF) приподнята, либо с заметным склеритом в задней краевой мембране тергита IX.

## Классификация
Таксономический объём семейства дискутируется. В широком объёме в семействе Archembiidae 21 род, включая 3 ископаемых (Индия, Мьянма, США) и 18 современных (Америка и Африка), и более 80 видов, включая членов Scelembiidae. В это число входит несколько родов с учётом синонимизации с ним Pachylembiidae и Sorellembiidae. Ранее семейство Archembiidae в узком составе входило в ранге подсемейства Archembiinae в состав семейства Embiidae. В узком составе Archembiidae включает только два подсемейства: Archembiinae и Pachylembiinae, а Scelembiinae и Scelembiinae (с большинством родов) выделяются в отдельное семейство Scelembiidae.
- Подсемейство Archembiinae  Ross, 2001 — 3 рода
  - Archembia  Ross, 1971[8]
  - Calamoclostes  Enderlein, 1909
  - Ecuadembia  Szumik, 2004

- Подсемейство Pachylembiinae Ross, 2001 — 4 рода
  - Conicercembia  Ross, 1984
  - Neorhagadochir  Ross, 1944 (= Brachypterembia Ross, 1984)
  - Pachylembia  Ross, 1984
  - †Sorellembia Engel & Grimaldi, 2006 (Sorellembiidae)

- Подсемейство Scelembiinae Ross, 2001 — 14 родов[2] (или Scelembiidae)[1]
  - Ambonembia  Ross, 2001 (= Ischnosembia  Ross, 2001)
  - Biguembia  Szumik, 1997
  - Chirembia  Davis, 1940 (= Navasiella  Davis, 1940)
  - Dolonembia  Ross, 2001
  - Embolyntha  Davis, 1940 (= Argocercembia  Ross, 2001)
  - Gibocercus  Szumik, 1997
  - †Kumarembia  Engel & Grimaldi, 2011
  - †Lithembia  Ross, 1984
  - Litosembia  Ross, 2001
  - Malacosembia  Ross, 2001
  - Ochrembia  Ross, 2001
  - Pararhagadochir Davis, 1940
  - Rhagadochir  Enderlein, 1912 (= Scelembia  Ross, 1960)
  - Xiphosembia  Ross, 2001